# The Jackpot Club
The Jackpot Club è un cortometraggio muto del 1914 diretto da Webster Cullison e interpretato da Robert Frazer e da Edna Payne.

## Produzione
Prodotto dalla Eclair American, il film venne girato a Manning Mansion a Tucson in Arizona.

## Distribuzione
Il film - un cortometraggio di circa venti minuti - uscì nelle sale cinematografiche statunitensi il 2 settembre 1914, distribuito dall'Universal Film Manufacturing Company.